# Музиченко Гавриїл Вакулович
Гавриїл Вакулович Музиченко (Музическу, рум. Gavriil Musicescu; нар. 20 березня 1847, Ізмаїл, Бессарабська область, Російська імперія — пом. 8 грудня 1903, Ясси, Румунське королівство) — румунський та український композитор, педагог, хормейстер, музично-громадський діяч українського походження. Автор хорових творів, романсів, пісень, обробок румунських і молдавських народних пісень, фортепіанних перекладів народних мелодій, гармонізував та переклав на сучасну нотацію старовинні церковні пісні. Ім'я Музиченка було присвоєно Кишинівському інститутові мистецтв (нині Академія музики, театру і образотворчих мистецтв Республіки Молдова).

## Життєпис

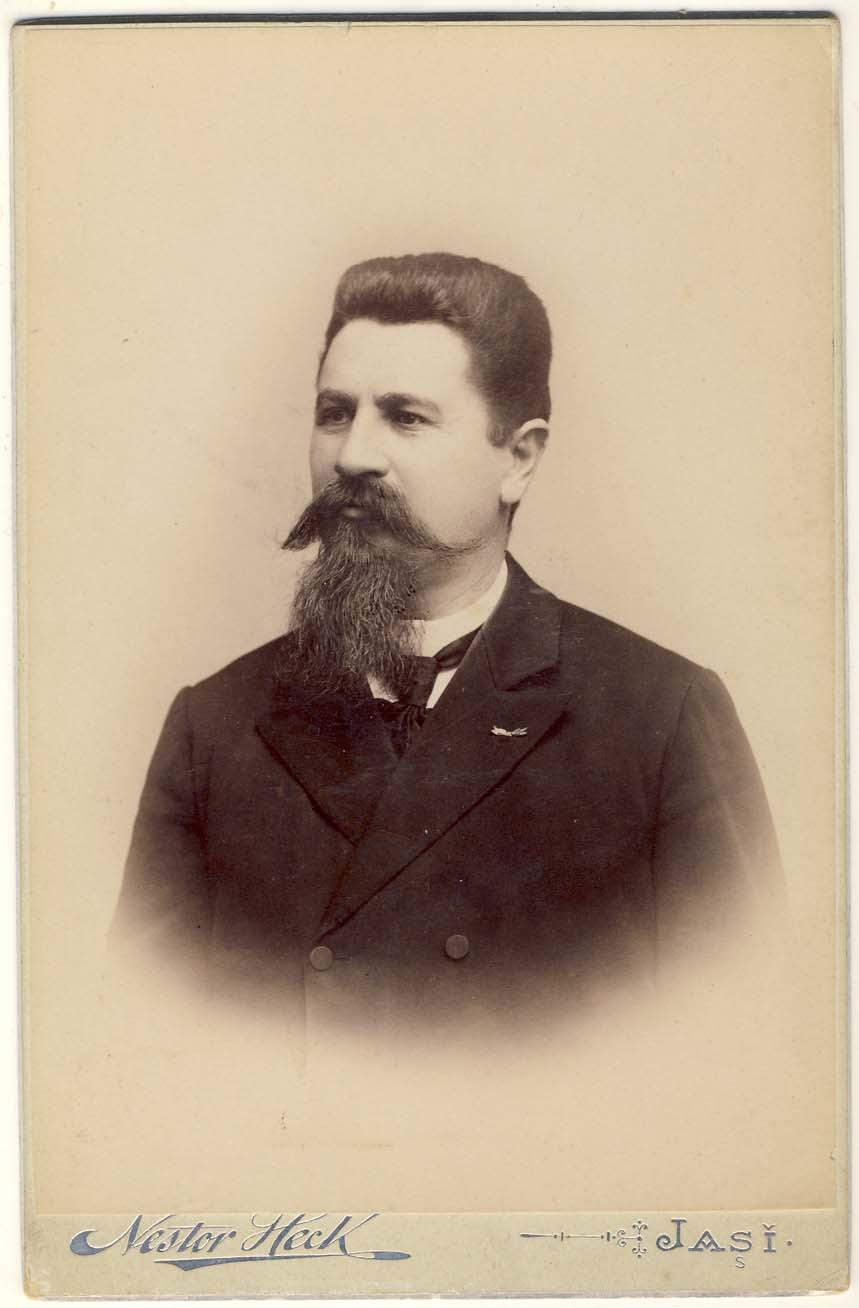

Народився Гавриїл Музиченко в родині Вакули Онисимовича та Варвари Данилівни Музиченків у Ізмаїлі 20 березня 1847 року.

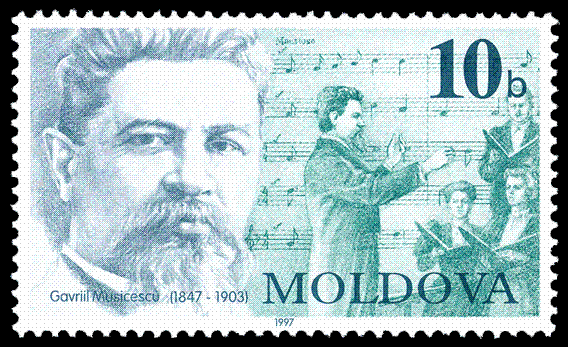
Поштова марка Молдови, 1997 рік

З дитинства співав у хорі, потім по закінченні семінарії і консерваторії в Яссах, був призначений викладачем співу ізмаїльській семінарії. У семінарії зустрів свою суджену — дочку професора з вокалу Василія Мандинеску.
У 1871 році Музиченко вступив до Петербурзької консерваторії та був прийнятий до імператорської капели. Петербурзьку консерваторію закінчив у 1872 році. По завершенні навчання йому запропонували залишитися при царському дворі та зайняти пост диригента кафедральної капели Ісаакіївського собору. Музиченко відмовляється від цієї пропозиції та повертається в Ізмаїл. Вслід за цим на нього пишуть донос: «У немилості. Посмів відмовити самому». Перед ним закриваються двері будинків, господарі яких колись вважали за честь прийняти у себе знаменитість.
Після двох років поневірянь без роботи Музиченко змушений виїхати до Румунії.
Гавриїл Музиченко, після проходження конкурсу в Бухаресті, займав посаду керівника кафедри теорії музики у Ясській консерваторії. У 1901 році став її директором.
У 1876–1903 роках Гавриїл Музиченко був керівником хору митрополії в Яссах.
Помер Гавриїл Музиченко 8 грудня 1903 року в Яссах та був похований на міському цвинтарі Етернітате.

## Доробок
Гавриїл Музиченко перший став писати церковну музику з румунським текстом і гармонізувати румунські церковні наспіви, поклав початок румунському професійному хоровому мистецтву. Перевів багато церковних нотних книги з грецької нотації на п'ятилінійну, західноєвропейського типу систему нотації. Його стараннями введені музичні класи в приватні та урядові навчальні заклади в Румунії. Музиченко написав елементарну теорію музики на румунській мові. Композиторська діяльність Музиченко присвячена переважно духовної музики.
Гавриїл Музиченко автор одинадцяти томів церковних піснеспівів та літургій, трьох хорових концертів з розвиненою поліфонічною структурою, 25 шкільних хорів і навчальних посібників, цілого ряду фортепіанних перекладень народних мелодій, хорових обробок українських, румунських, молдавських, болгарських і гагаузьких пісень.
У 1889 році збірка Гавриїла Музиченка «12 народних мелодій, гармонізованих і аранжованих для хору і оркестру» була удостоєна «Золотої медалі» на Міжнародній виставці в Парижі. «Практичний курс вокальної музики» до цього часу вважається шедевром поєднання науковості та доступності для навчання.

## Вшанування пам'яті
Після смерті Гавриїла Музиченка у Яссах його ім'ям назвали вулицю.
Гавриїлу Музиченко встановлено бюст біля входу в Національну консерваторію Молдови (нині Академія музики, театру і образотворчих мистецтв Республіки Молдова), яка півстоліття носила його ім'я.
У рідному Ізмаїлі також є вулиця імені Гавриїла Музиченка.